# 36672 Сіді
36672 Сіді (36672 Sidi) — астероїд головного поясу, відкритий 21 серпня 2000 року.
Тіссеранів параметр щодо Юпітера — 3,370.